# 벨로루스카야역 (자모스크보레츠카야선)
벨로루스카야역(러시아어: Белору́сская)은 모스크바 지하철 자모스크보레츠카야 선의 역이다. 1952년 1월 30일에 개장했다.

## 역사
트베르 거리와 레닌그라드 대로에 지하철역이 세워지기로 한 것은 1932년이었다. 지하철역은 벨라루스로 가는 기차역(Белорусский вокзал, 벨로루스키 기차역) 부근에 세우기로 하였다. 1935년 모스크바 재건축이 끝나자 원래 계획을 바꾸어 새롭게 디자인 하기로 하였다.
벨로루스카야 역의 건설은 조용히 이루어졌다. 벨로루스키 기차역으로 통하는 로비를 만들라는 명령에 따라, 건축가들은 열주의 지벽을 교체했다. 초기에는 주택 지역을 연결하는 출구를 건설할 계획도 있었으나 실제로 지어지지는 않았다. 벨로루스카야 역은 1938년 9월 11일 소콜 역에서 플로샤디 스베들롭스카야 역(오늘날 테아트랄나야 역으로 이름이 바뀌었다.)으로 가는 구간 사이에 개통되었다.
제2차 세계대전 동안 벨로루스카야 역에는 중앙 사령부가 설치되었다. 다른 부분은 승객들이 이용할 수 있었지만, 밤이 되면 역은 방공호로 바뀌었다. 벨로루스카야 구역에 대한 폭격이 있었을 때 수도관이 폭격으로 손상을 입자 물이 쏟아져 첫 번째 에스컬레이터의 엔진실과 역의 플랫폼으로 쏟아져 들어오기도 했다. 역을 복구하는데 오랜 시간이 걸렸다.
1952년, 콜체바야 선이 개통되자 콜체바야 선의 벨로루스카야 역으로 가는 구간이 새로 추가되었다. 1970년대 초기에는 원래 디자인할 때 설치했던 대리석 바닥이 화강암으로 교체되었다. 1998년에는 새 에스컬레이터가 설치되었으며, 2004년에는 타일과 여행역을 감싸고 있던 벽을 대리석으로 교체했다.
2010년 5월 29일, 콜체바야 선으로 가는 환승 구간은 폐쇄되었다. 이 구간은 낡은 에스컬레이터를 교체하고 수리를 거친뒤 12월 10일 개장되었다. 환승구간을 재개통 했을 때 기념표를 발행하기도 하였다.

## 환승
벨로루스카야 역에서는 콜체바야 선의 벨로루스카야 역으로 갈아탈 수 있다.